# Under sanden (2015)
Under sanden (danska: Under sandet) är en dansk dramafilm från 2015, regisserad av Martin Zandvliet. Den nominerades till Nordiska rådets filmpris 2016.
Filmen handlar om en grupp unga krigsfångar från Nazityskland som tvingas gräva upp tiotusentals landminor med sina bara händer.
Under sanden har visats i SVT, bland annat i maj 2020.

## Handling
Den danske sergeanten Carl hyser förakt och hämndlystnad gentemot de tyska krigsfångar som bland annat får desarmera landminor under hans kommando. Under arbetet börjar han se dem som människor istället för bara fiender.

## Bakgrund
Filmen inspireras av verkliga händelser och berättar om historien om tyska krigsfångar som efter andra världskriget skickats för att oskadliggöra de drygt 1,5 miljoner landminor som av Tyskland lagts ut i Danmark under kriget. Det beräknas att över 2000 tyska soldater, inklusive många tonåringar, tvingades ta bort minor. Runt 500 av dem blev antingen dödade eller förlorade sina lemmar.

## Skådespelare
Några av de viktigaste rollerna har Roland Møller som Carl Leopold Rasmussen, Mikkel Boe Følsgaard som Ebbe samt Louis Hofmann som Sebastian Schumann. Även Joel Basman, Laura Bro, Oskar Bökelmann, Alexander Rasch och  Leon Seidel medverkar.